# Kaping
Een kaping is het met geweld, of onder bedreiging met geweld, overnemen van een voertuig. Vaak worden de inzittenden als gijzelaars gebruikt om bepaalde eisen van de kapers ingewilligd te krijgen.

## Vliegtuigkaping
Het bekendste voorbeeld is wellicht de vliegtuigkaping. Hierbij nemen gewapende kapers een vliegtuig over, meestal terwijl het in de lucht is. Vervolgens probeert men ofwel het vliegtuig te gebruiken als middel om ergens heen te ontsnappen, ofwel men probeert bepaalde politieke eisen ingewilligd te krijgen met de bedreiging anders passagiers om te brengen. Bij de aanslagen op 11 september 2001 werden de gekaapte vliegtuigen zelf gebruikt als wapen door tegen gebouwen aan te vliegen. Met deze nieuwe ontwikkeling zijn de veiligheidsmaatregelen op internationale vluchten verder verscherpt.

## Andere vormen van openbaar vervoer
Ook bussen of treinen kunnen worden gekaapt, maar in tegenstelling tot vliegtuigen is het mogelijk deze voertuigen tot stoppen te dwingen, waarna de situatie min of meer vergelijkbaar kan worden met een gijzeling in een gebouw. In Nederland hebben twee treinkapingen plaatsgevonden, beide door Moluks-Nederlandse jongeren: de treinkaping bij Wijster in 1975 en de treinkaping bij De Punt in 1977.
Zie voor een voorbeeld van een treinkaping in het Tsjechisch-Duitse  grensgebied, zonder het oogmerk tot gijzelneming, in 1951, onder Selb.

## Scheepskaping
Hoewel zeeroverij al sinds de oudheid bestaat, is scheepskaping ofwel moderne piraterij vooral iets van de moderne tijd. Bij zeeroverij gaat het de rovers voornamelijk om de schepen en/of hun lading, terwijl bij scheepskaping het schip en de bemanning worden gegijzeld. Meestal gebeurt dit om een losgeld te verkrijgen, maar soms ook om politieke eisen van de kapers ingewilligd te krijgen zoals bij de Tsjetsjeense scheepskaping van een veerboot in de Zwarte Zee in oktober 1996. Vooral in Oost-Afrika, Zuid- en Zuidoost-Azië is scheepskaping (en zeeroverij) een groot probleem.

## Carjacking
Een geheel andere vorm van kaping is de zogeheten 'carjacking'. Hierbij wordt een auto tijdens de rit gestolen onder bedreiging van de bestuurder. Vooral in Zuid-Afrika is dit een veel voorkomende vorm van autodiefstal, met vaak een gewelddadige afloop.